# Röda Raden

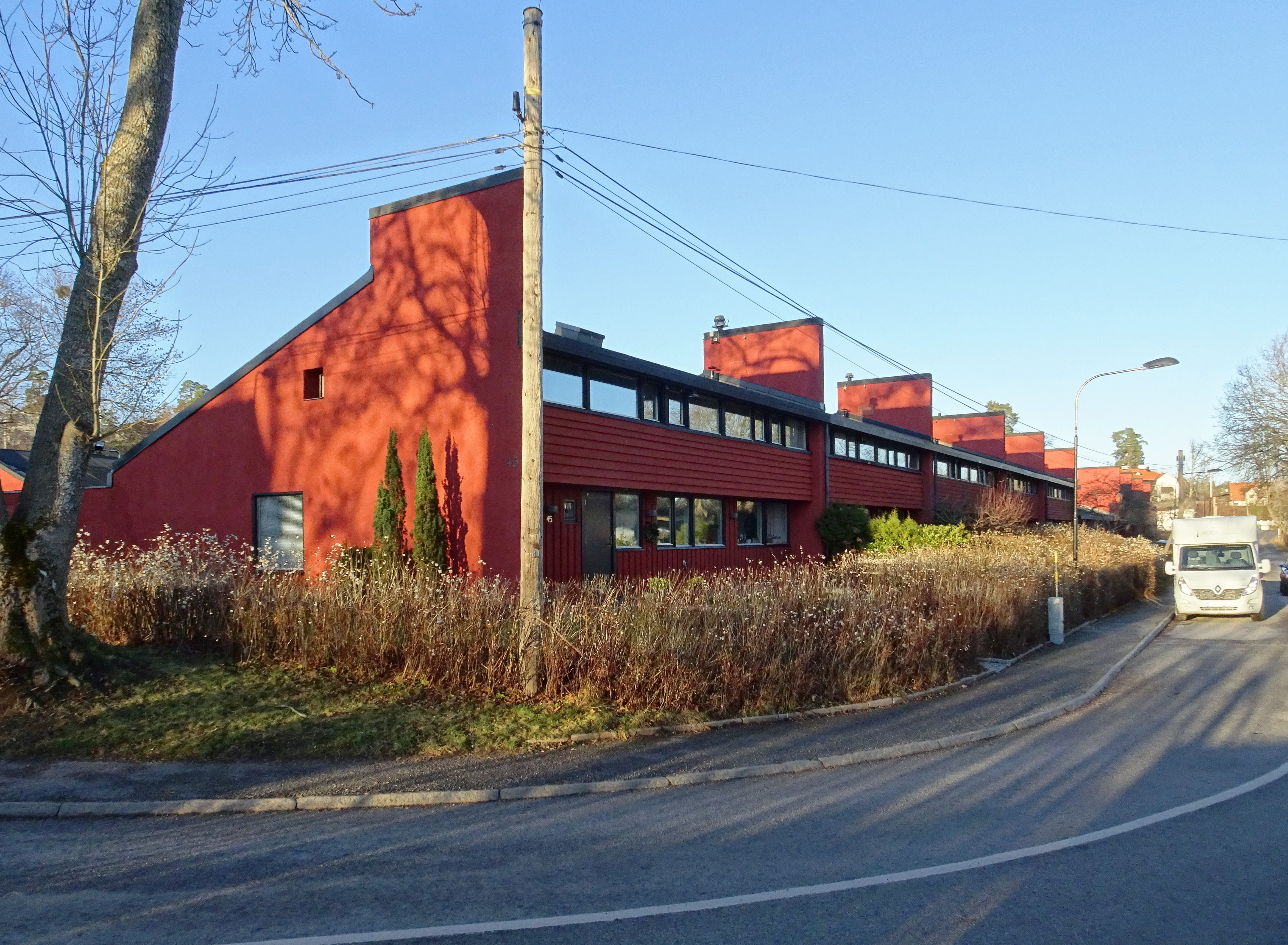
Längan mot Strandpromenaden, 2021.

Röda Raden (även Apladalen) kallas ett kulturhistoriskt intressant radhusområde vid Strandpromenaden 27–59 i Saltsjö-Duvnäs i Nacka kommun. Området uppfördes 1965 efter ritningar av ELLT arkitektkontor och uppmärksammades för sin ovanliga formgivning.

## Byggnadsbeskrivning

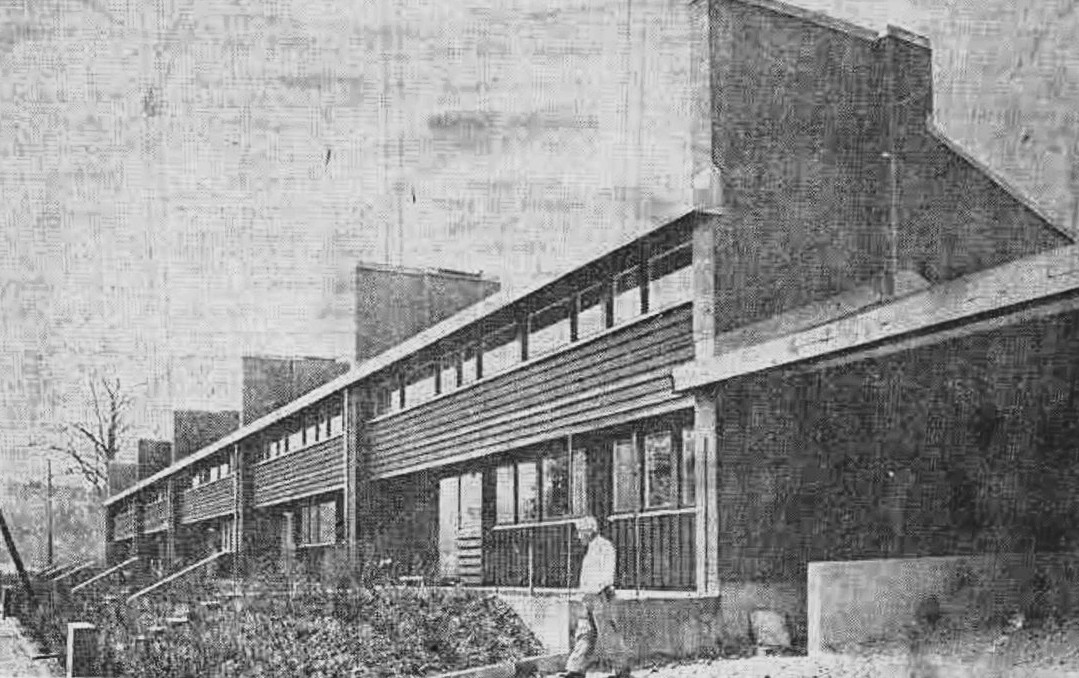
Röda Raden, foto i DN 1966.

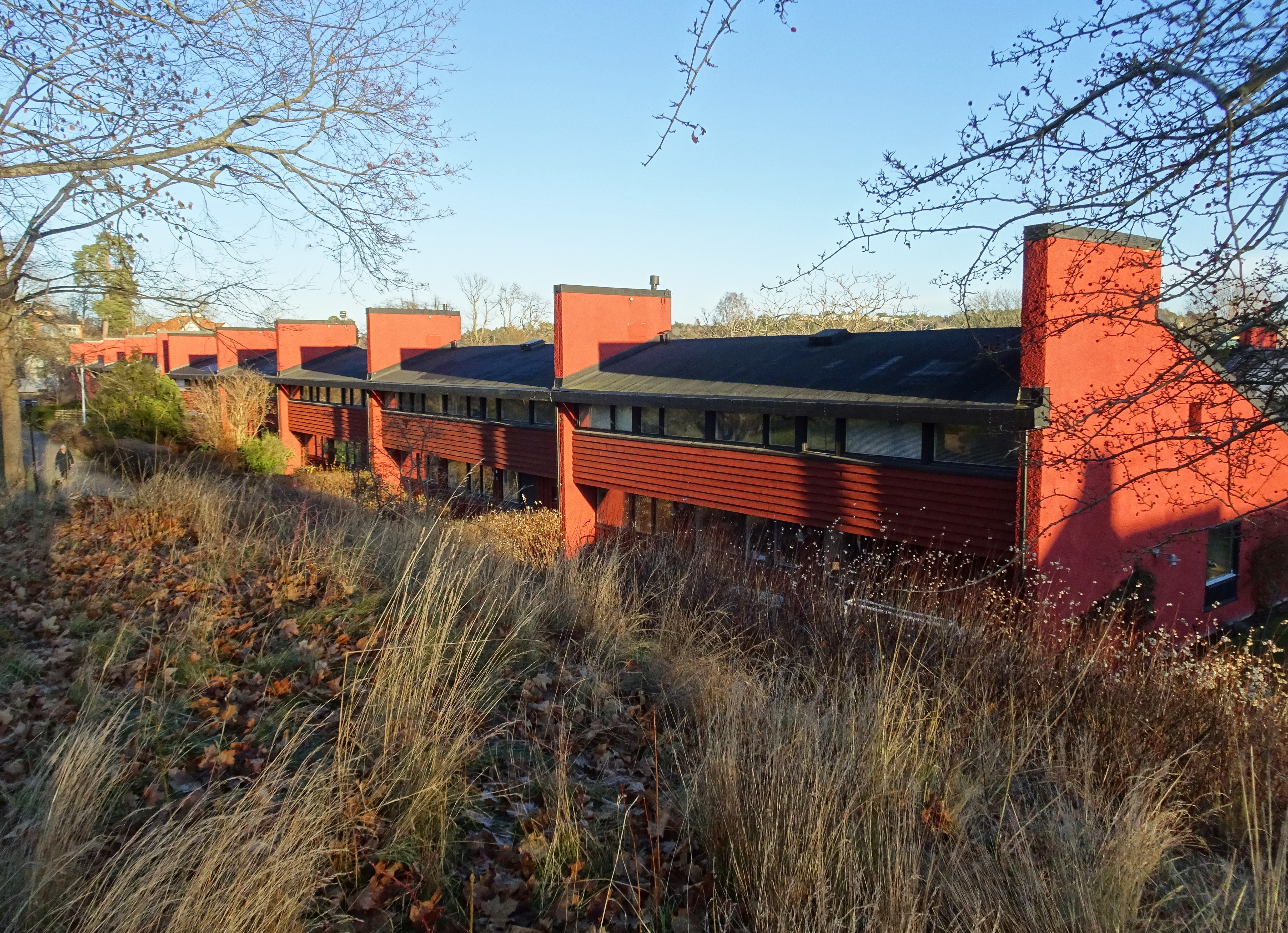
Röda raden, fasad mot parken.

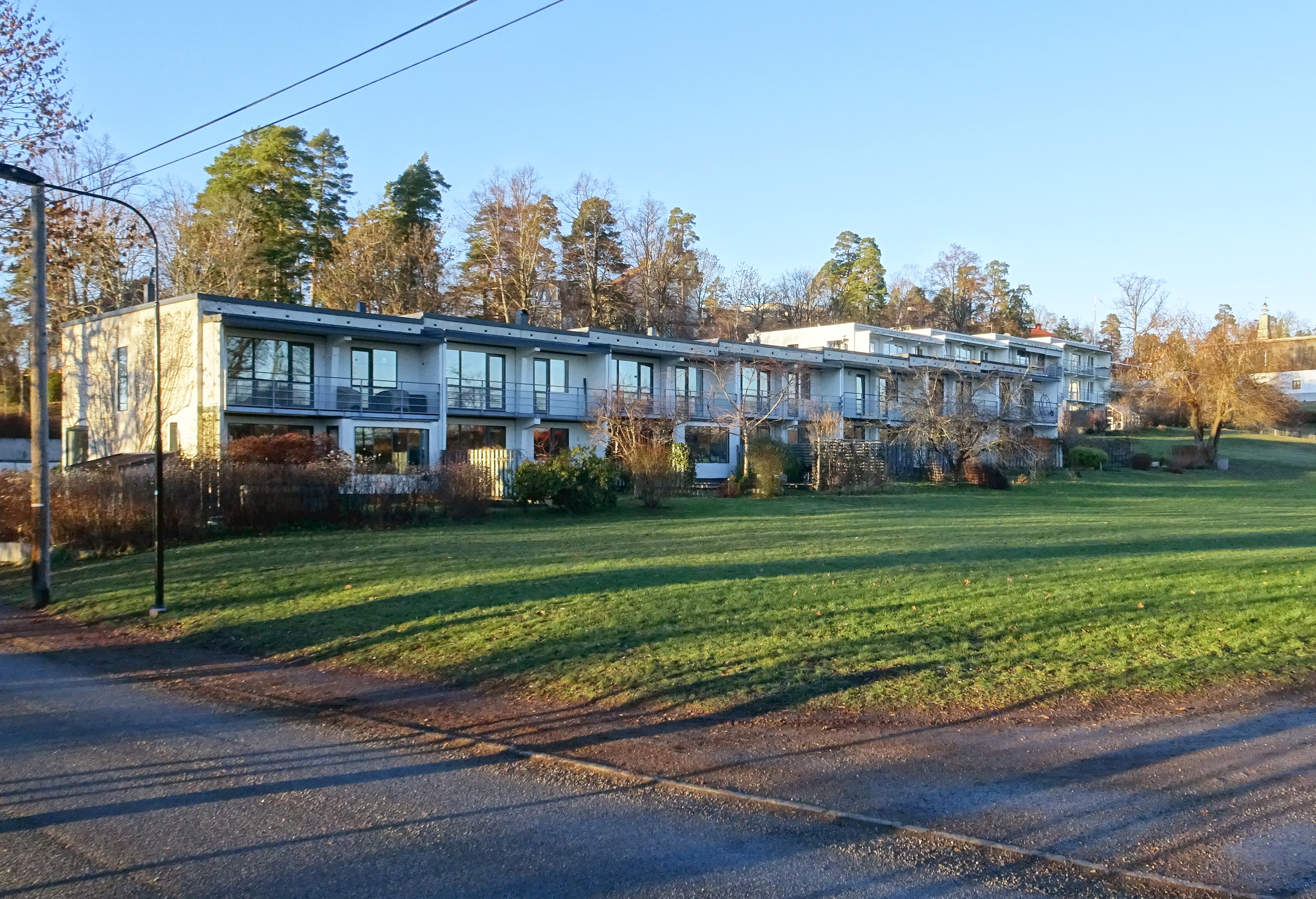
Vita Raden, fasad mot parken.

Röda Raden har sitt namn efter den iögonfallande röda färgsättningen som är ett av områdets kännetecken. Husen uppfördes på östra delen av parken som en gång i tiden hörde till Duvnäs gårds fruktträdgård. Det ursprungliga namnet Apladalen syftade på trädgårdens talrika äppelträd. På områdets sydöstra hörn finns även ett fornminne, en kulle på 43 x 29 meter där det kan finnas lämningar efter Duvnäs gårds äldsta kända bebyggelse. Norr om området ansluter bebyggelsen för Övre Duvnäs och konstnären Olle Nymans ateljé som är museum numera. I början av 1960-talet ägdes den gamla parken med sina äppelträd fortfarande av Robert Herman Küsels arvingar.
Här förvärvade byggföretaget Ohlsson & Skarne ett markområde och anlitade arkitektkontoret ELLT med Alvar Törneman och Krister Tham att utforma bebyggelsen. Stadsplanen fastställdes 1961 och reviderades 1965. Enligt den medgavs radhusbebyggelse (sammanbyggda hus) längs med trädgårdens västra och östra sidor. Området i mitten skulle sparas som park och allmän plats.
Röda Radens radhus uppfördes i trädgårdens östra del, uppdelade i två parallella rader med två längor i varje rad. Den västra delen bebyggdes några år efter Röda Raden och kallas Vita Raden också byggda av Ohlsson & Skarne. Röda Radens 17 radhus består av två typer: hustyp A med 5 rum och kök (165 m²) och hustyp B med 7 rum och kök (195 m²). Tomtstorleken varierade mellan 260 m² och 787 m². Planlösningen gestaltades ”öppen” i 1½ plan med ett vardagsrum vars övre del sträcker sig upp till övre planet där ett galleri leder till sov- och badrum. De lägenhetsskiljande väggarna med skorsten och ventilationskanaler drogs som en skiva upp högt över taken vilket ger radhusen karaktär. Trädgården är inhägnad med ett hobbyrum i bortre änden som ger känsla av atriumhus. Till anläggningen hör även ett garage med 25 platser. 
Enligt Dagens Nyheter som presenterade området 1966 var de 17 mörkröda radhus ”både eleganta” och inredningen ”inte endast påkostad, utan dessutom smakfull”. Varje radhustomt styckades som en egen fastighet och uppläts med äganderätt. Kostnaden 1965 var preliminärt mellan 305 000 och 350  000 kronor beroende på hustyp vilket ansågs vara mycket dyrt för ett radhus. Trots det höga priset var de inte svårsålda. Det ändrades när Vita Raden skulle säljas 1967. De kostade mellan 450 000 och 500 000 kronor, Sveriges dyraste, och stod länge tomma.